# Abditibacteriota
Abditibacteriota là một ngành vi khuẩn có tên cũ là FBP candidatus, thường xuất hiện trong các môi trường khắc nghiệt trên Trái Đất như các hệ sinh thái vùng cực, sa mạc, nước thải và các khu vực khai thác bị ô nhiễm. Về mặt phát sinh chủng loại, ngành Abditibacteriota có liên quan đến ngành Armatimonadota dựa trên phân tích phân tử.